# 狗尾草
狗尾草，又名绿狗尾草、谷莠子、狗尾巴草。一年生草本植物，秆直立或基部膝曲，高30-100厘米。叶片扁平，狭披针形或线状披针形，圆锥花序紧密呈圆柱形，刚毛粗糙，通常绿色或褐黄色。其种加词“viridis”意为“绿色的”。同属植物常見的还有：大狗尾草（Setaria faberi）、小米等。
狗尾草是小米的祖先。
与之外形相近的金色狗尾草（原S.glauca，现Pennisetum glaucum）已经移入狼尾草属，与之非同属植物。
狗尾草的种子适生性强，耐旱耐贫瘠，在酸性或碱性土壤均可生长，常见于农田、路边、荒地。全球分布广泛多在溫帶、亞熱帶地區，中国各地均有分布，为常见主要杂草。麦类、稻类、玉米、旱作物易受其侵害，与作物争夺肥力能力强，造成作物减产。與其變種的有巨大狗尾草、厚穗狗尾草。狗尾草喜长于温暖湿润地区，以疏松富含腐殖质的砂质土壤及粘土壤为佳。狗尾草的发芽期一般为4月中旬至5月份种，发芽适温为15-30℃。
其草稈、葉可作飼料，供牛、羊食用。

## 圖集

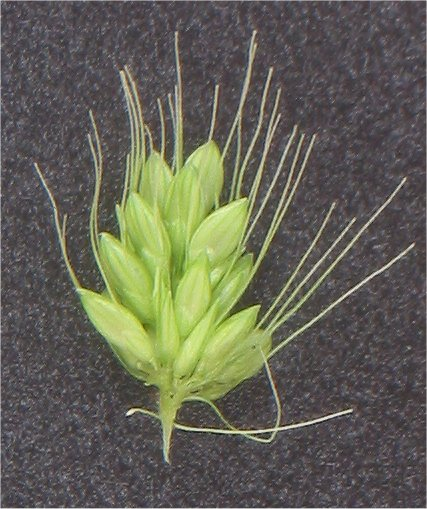
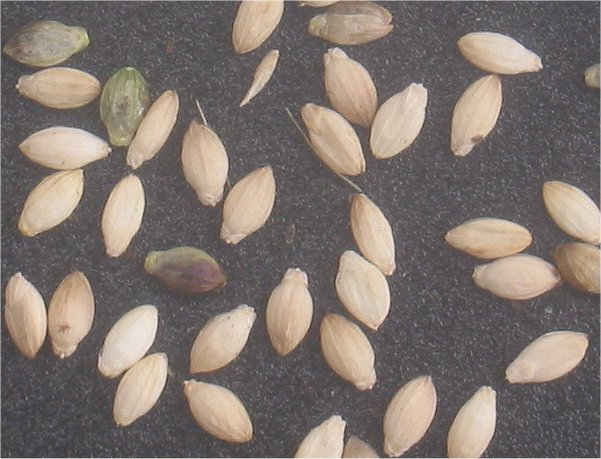

## 外部連結
- 中国数字植物标本馆中的相关内容：狗尾草
- 狗尾草 Gouweicao （页面存档备份，存于） 藥用植物圖像資料庫 (香港浸會大學中醫藥學院) （繁體中文）（英文）